# Індокитайська область

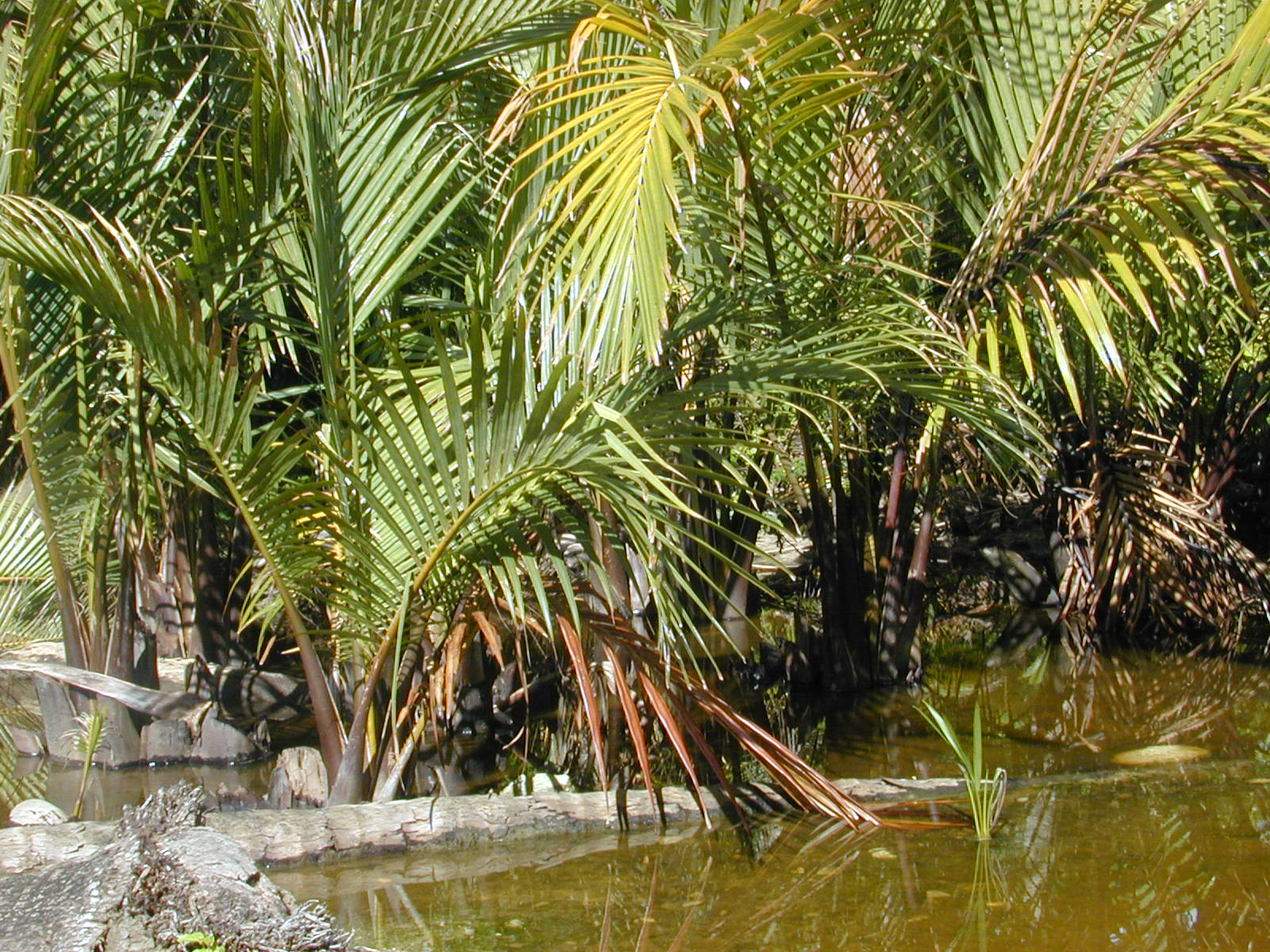
Ніпа

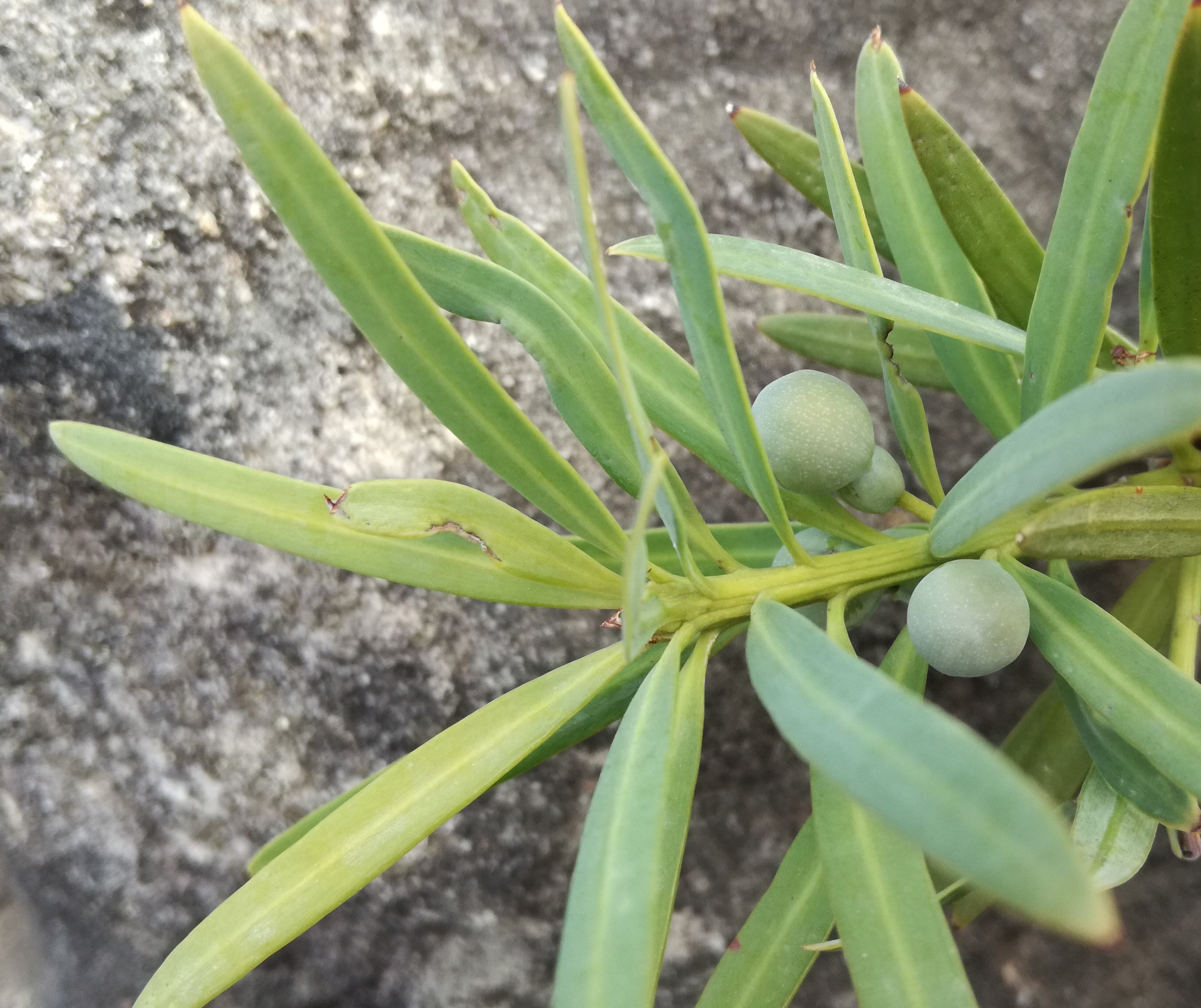
Подокарпус

Індокитайська область належить до Палеотропічного флористичного царства  Індо-Малезійського підцарства.
У цю область входять велика частина Ассаму, п-ов Індокитай, Андаманські і Нікобарські острови, тропічні райони Південного Китаю, о. Хайнань. Ендемічні  родини відсутні, але більше 250 ендемічних родів.
Природна рослинність Індокитайської області збереглася краще і значно багатша, ніж рослинність Індійської області. Досить великі площі займають тропічні дощові ліси, в яких дуже помітну роль відіграють різні представники родини діптерокарпових.
У горах тропічний дощовий ліс поступово переходить в ліси субтропічного типу (так звані моховаті ліси), для яких характерні вічнозелені представники родини дубових і лаврових, великі деревоподібні рододендрони і інші вересові, магнолієві, чайні та ін. На стовбурах і гілках дерев моховатого лісу ростуть численні епіфіти (папороті, орхідні та ін.); особливо велику роль серед епіфітів відіграють мохи і печіночники, що густо покривають гілки дерев. Місцями, особливо вище в горах, значну роль відіграють хвойні, у тому числі подокарпуси.
У районах з ясно вираженим посушливим сезоном поширені напівлистопадні і листопадні сезонні ліси, що займають дуже великі площі у Центральній Бірмі, Таїланді і в сухих внутрішніх районах Лаосу. Домінуючою породою в цих лісах нерідко є тік (особливо в Північній Бірмі і в Північному Таїланді) або ж низькорослі і листопадні види діптерокарпових. У відносно сухих місцях життя, починаючи з рівня моря, зустрічаються соснові ліси.
На місці знищених сезонних лісів з'являються вторинні савани, рідколісся, кущі і зарості бамбука. На морських узбережжях і в дельтах місцями поширена мангрова рослинність і зарості ніпи (Nypa fruticans).